# Komati
Il fiume Komati (anche chiamato Incomati) è un fiume che attraversa il Sudafrica, l'eSwatini e il Mozambico. È lungo 480 km con un bacino idrografico di 50.000 km quadri. La sua gittata annuale è di 111 m ³/s alla sua foce. Il nome Komati deriva da inkomati che in lingua swati significa "vacca", in riferimento al suo flusso che è perenne, così come una vacca ha sempre latte.

## Geografia
Il fiume nasce ad ovest di Carolina e risale ad un'elevazione di circa 1800 m nei pressi di Breyten, nella provincia di Mpumalanga. Fluisce poi verso nord-est generale e raggiunge l'Oceano Indiano nella Baia di Maputo dopo un corso di 800 km. La Gola del Komati è situata nella parte alta del fiume ed è habitat di alcune specie in pericolo come il Geronticus calvus. Nel 2001 venne completata la parete della diga di Maguga alta 115 m e situata a sud di Piggs Peak, in eSwatini.
Nella valle superiore del fiume vicino a Steynsdorp vi sono alcuni giacimenti auriferi, seppur le scogliere consistano quasi completamente di oro di bassa qualità. Il fiume scende lungo il Monti dei Draghi da un passaggio situato a sud di Barberton e viene sviato verso nord al confine orientale di eSwatini, scorrendo parallelamente ai monti Lebombo. Presso la città di Komatipoort il fiume confluisce nel Crocodile River, il cui affluente risale nel Bergendal (1,961 m) vicino alle acque superiori del Komati e fluisce verso est attraverso l'Alto Veld. La cascata verso il Veld è lunga più di 600 m, e attraverso l'aperta campagna di 161 km tra i monti dei Draghi e i monti Lebombo scorre un'altra cascata di 900 m.
Appena poco più di un chilometro sotto la connessione con il Crocodile River il flusso, che da questo punto è anche conosciuto con il nome di Manhissa, passa alla pianura costiera attraverso una fenditura di 190 m di altezza, generando alcune cascate pittoresche. A Komatipoort, che segna il confine tra il Sudafrica e il Mozambico, il fiume possiede una portata di meno di 100 m, ma mentre attraversa la pianura si allarga fino a 322 km, prima verso nord e poi verso sud, formando distese lagunari e stagni e ricevendo da nord diversi affluenti. Nei periodi di piena c'è un collegamento verso nord attraverso le paludi con il bacino del Limpopo. Il Komati confluisce nel mare a nord di Maputo ed è navigabile sin dalla sua foce, dove l'acqua raggiunge i 5 m di profondità, fino ai piedi dei monti Lebombo.

## Storia
I portoghesi denominarono il fiume nella sua parte più bassa Rio des Reijs ("fiume di riso"). Questa locuzione venne In seguito menzionata dalla rivista di Jan van Riebeeck quando spedì una nave sulla costa orientale alla ricerca di provviste di riso. Nella rivista del voortrekker Louis Tregardt il fiume viene citato con il nome di Manhissa, un termine tuttora in uso, mentre i britannici lo chiamarono King George River.
Nel 1725 una spedizione olandese con a capo Francois de Kuiper esplorò la regione della parte più bassa del Komati e viaggiò per 30 km nell'odierna provincia di Mpumalanga, prima di ritirarsi nella Baia di Maputo per via degli attacchi subiti dalle tribù locali.
Il 23 settembre 1900, durante la seconda guerra boera, 3.000 boeri attraversarono la frontiera presso la cittadina di Komati Poort e si consegnarono alle autorità portoghesi. Il 7 novembre 1900 le rive del Komati furono il luogo della battaglia di Leliefontein combattura tra l'Impero britannico e i boeri. I britannici vennero sconfitti dai boeri, che minacciavano di prendere possesso dell'artiglieria nemica. Tuttavia le armi britanniche vennero messe al sicuro dai Royal Canadian Dragoons.

## Ferrovia
La linea ferroviaria Maputo-Pretoria raggiunge il Komati al 72º km, indi segue la riva sud del fiume ed entra nell'altopiano a Komati Poort. Da Poort verso ovest la ferrovia costeggia la riva sud del Crocodile River per tutta la sua lunghezza.